# Championnat d'Europe de pitch and putt
Le Championnat d'Europe de Pitch and Putt est le championnat Européen par équipes promu par la l'Association Européenne de Pitch and Putt (EPPA) qui a lieu tous les quatre ans.
| Année | Lieu                                | Champion      | Finaliste       | Troisième       | Quatrième       |
| ----- | ----------------------------------- | ------------- | --------------- | --------------- | --------------- |
| 1999  | Chelmsford, Essex, Angleterre       | Irlande       | Grande-Bretagne | Italie          | Catalogne       |
| 2001  | Lloret de Mar, Catalogne, Espagne   | Irlande       | Catalogne       | Italie          | France          |
| 2003  | McDonagh, Irlande                   | Irlande       | Catalogne       | France          | Pays-Bas        |
| 2005  | Overbetuwe, Gueldre, Pays-Bas       | Irlande       | Pays-Bas        | Catalogne       | Grande-Bretagne |
| 2007  | Chia, Sardaigne, Italie             | Irlande       | Catalogne       | Grande-Bretagne | Pays-Bas        |
| 2010  | Lloret de Mar, Catalogne, Espagne   | Catalogne     | Irlande         | Pays-Bas        | Grande-Bretagne |
| 2014  | El Torrent, Xixerella, Andorre      | Catalogne (2) | Pays-Bas        | Galice          | Andorre         |
| 2018  | Urduña-Orduña, Pays-Basque, Espagne | Irlande (6)   | Catalogne       | Andorre         | Grande-Bretagne |